# I Love You, Man
I Love You, Man (en español: Te amo, hermano o Te quiero, tío) es una película de comedia estrenada en marzo de 2009, dirigida por John Hamburg y protagonizada por Paul Rudd y Jason Segel.

## Argumento
Peter Klaven (Paul Rudd) es un joven que vive muy feliz: Es novio de Zooey (Rashida Jones), con quien vive, y es un agente que trabaja en bienes raíces, a pesar de la crisis económica. Su futuro económico depende de la comisión que gane si logra vender una gran mansión del actor Lou Ferrigno.
Al momento de  casarse, Zooey llama a todas sus amigas para que sean sus damas de honor y Peter a nadie. Así, Peter se da cuenta de que no tiene amigos hombres. Y la boda necesita un padrino. Peter quiere tener suerte con los recomendados de su hermano gay, Robbie (Andy Samberg), con resultados cómicos pero previsibles. Después de fracasar en las citas con los hombres homosexuales, en la casa de Ferrigno conoce a un hombre llamado Sydney Fife (Jason Segel), que no quería comprar la gran mansión, sino que está allí para comer. Peter va rápidamente a proponerle una cita amical a Sydney y poco a poco crece una gran amistad.

## Reparto
- Paul Rudd como Peter Klaven.
- Jason Segel como Sydney Fife.
- Rashida Jones como Zooey Rice.
- Andy Samberg como Robbie Klaven.
- Josh Cooke como Alan.
- J. K. Simmons como Oswald Klaven.
- Jane Curtin como Joyce Klaven.
- Jaime Pressly como Denise.
- Jon Favreau como Barry McLean.
- Sarah Burns como Hailey.
- Lou Ferrigno como él mismo.
- Rob Huebel como Tevin Downey.
- Aziz Ansari como Eugene.
- Nick Kroll como Larry.
- Mather Zickel como Gil.
- Thomas Lennon como Doug Evans.
- Murray Gershenz como Mel.
- Joe Lo Truglio como Lonnie.
- Jay Chandrasekhar como el amigo de Barry.
- David Krumholtz como el amigo de Sydney.
- Carla Gallo como la amiga de Zooey.

## Recepción

### Crítica
La película fue recibida positivamente. Rotten Tomatoes le dio un porcentaje de aprobación del 82 % con 204 críticas mientras que en Metacritic recibió un puntaje de 70 sobre 100 sobre 34 críticas.
Peter Travers, de la revista Rolling Stone, resaltó la química lograda entre la pareja protagonista. Claudia Puig, de USA Today, escribió: "La película funciona porque se sostiene con la camaradería e innegable química entre Rudd y Segel".